# Élections législatives de 1946 dans la Loire
Les élections législatives françaises de 1946 se tiennent le 10 novembre. Ce sont les premières élections législatives de la Quatrième république, après l'adoption lors du référendum du 13 octobre d'une nouvelle constitution.

## Mode de scrutin
L'Assemblée nationale est composée de 618 sièges pourvus au scrutin proportionnel plurinominal suivant la règle de la plus forte moyenne dans le cadre départemental, sans panachage. 
Le vote préférentiel est admis, en inscrivant un numéro d'ordre en face du nom d'un, de plusieurs ou de tous les candidats de la liste. Mais l'ordre ne pourra être modifié que si au moins la moitié des suffrages portés sur la liste est numéroté. Dans les faits les modifications ne dépasseront jamais les 7%.
Dans le département des Loire, huit députés sont à élire, soit un de plus que lors des élections aux constituantes d'octobre 1945 et de juin 1946.

## Élus
| Député sortant        | Parti | Parti | Député élu ou réélu   | Parti | Parti |
| --------------------- | ----- | ----- | --------------------- | ----- | ----- |
| Marius Patinaud       |       | PCF   | Marius Patinaud       |       | PCF   |
| Denise Bastide        |       | PCF   | Denise Bastide        |       | PCF   |
| Siège créé            |       |       | Albert Masson         |       | PCF   |
| Georges Bidault       |       | MRP   | Georges Bidault       |       | MRP   |
| Claude Mont           |       | MRP   | Claude Mont           |       | MRP   |
| Henri Bergeret        |       | MRP   | Henri Bergeret        |       | MRP   |
| Eugène Claudius-Petit |       | UDSR  | Eugène Claudius-Petit |       | UDSR  |
| Antoine Pinay         |       | RI    | Antoine Pinay         |       | RI    |

## Résultats

### Résultats à l'échelle du département
| Parti    | Parti    | Tête de liste         | Résultats | Résultats | Sièges |  |
| Parti    | Parti    | Tête de liste         | Voix      | %         |        |  |
| -------- | -------- | --------------------- | --------- | --------- | ------ |  |
|          | MRP      | Georges Bidault       | 90 683    | 31,56     | 3      |  |
|          | PCF      | Marius Patinaud       | 85 143    | 29,63     | 3 1    |  |
|          | RI       | Antoine Pinay         | 49 134    | 17,10     | 1      |  |
|          | RGR      | Eugène Claudius-Petit | 38 570    | 13,42     | 1      |  |
|          | SFIO     | Jean Robert           | 23 790    | 8,28      | -      |  |
|          |          |                       |           |           |        |  |
| Inscrits | Inscrits | Inscrits              | 389 053   | 100,00    | 8      |  |
| Votants  | Votants  | Votants               | 292 093   | 75,08     |        |  |
| Exprimés | Exprimés | Exprimés              | 287 320   | 98,37     |        |  |